# 挪威人口
2013年1月1日時，挪威總人口數為5,051,275人。據挪威統計局的估計，2012年3月19日時，挪威總人口達到500萬人大關。在過去數十年，挪威的移民大量增加。現在挪威人口中有66萬人的父母中有一人不是挪威人。